# Roland Anderson (skulptör)

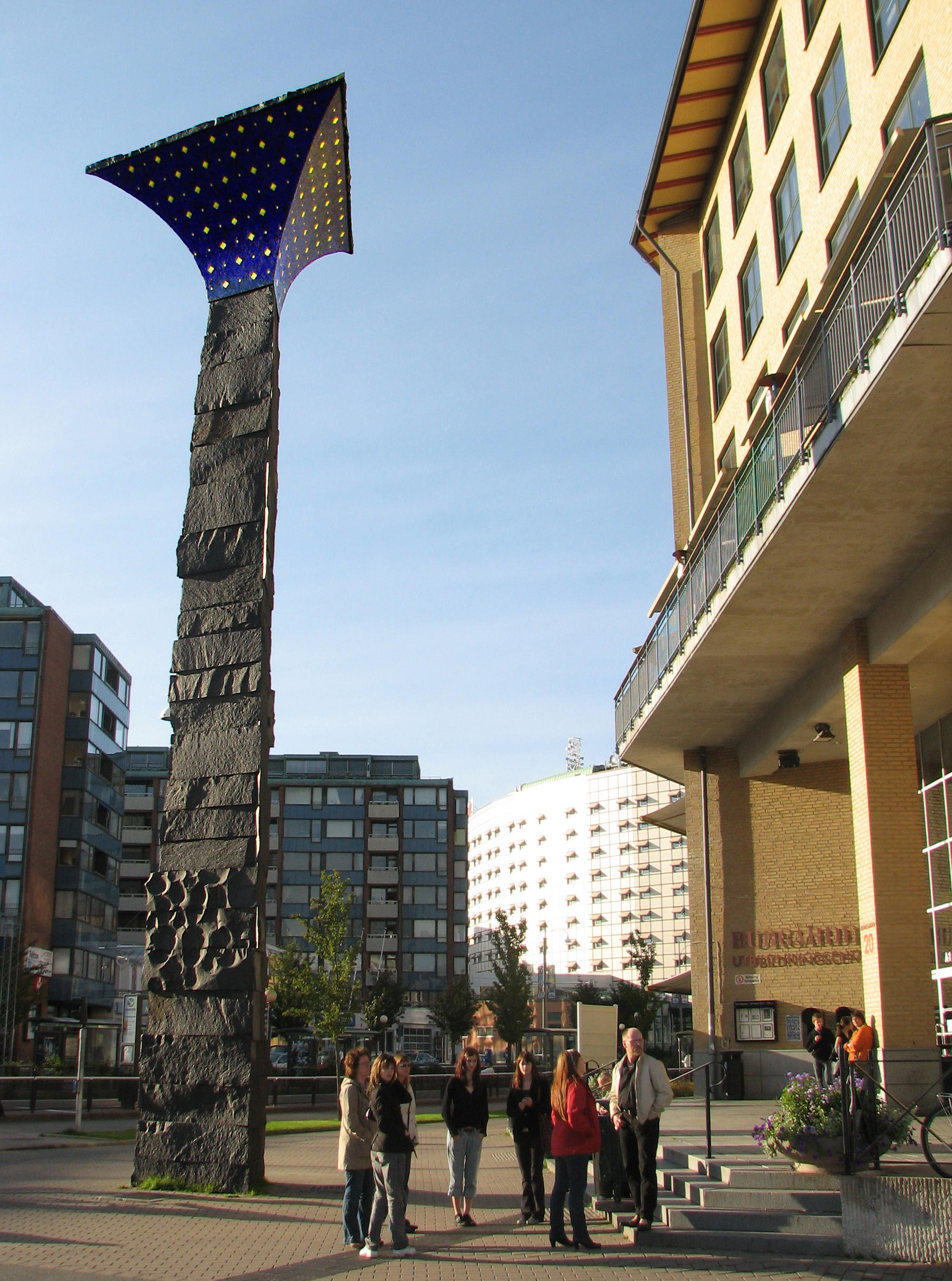
Mut utomhus i Göteborg

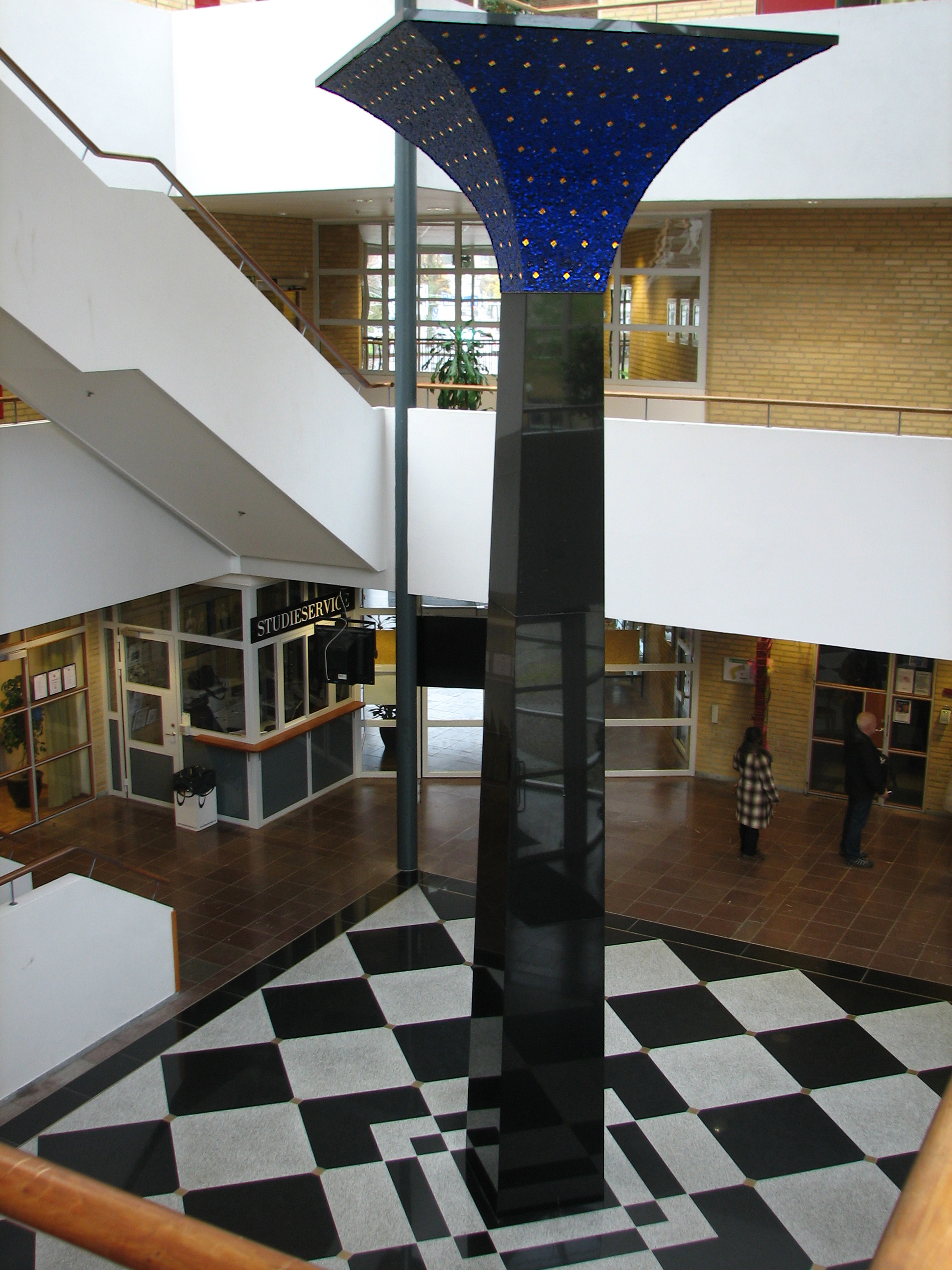
Mut inomhus i Göteborg

Alf Roland Anderson, född 11 maj 1935 i Lidköping, död 24 juli 2013 i Ytterby, Heestrand, var en svensk  skulptör.
Roland Anderson var son till en stenhuggare från Hunnebostrand. Han utbildade sig till mästare i stenhuggeri, stenbildhuggeri och stengravyr. Därefter studerade han på Slöjdföreningens skola i Göteborg 1961–1963, på Valands konstskola i Göteborg 1964–1968 och läste konstvetenskap vid Göteborgs universitet 1978.
Roland Andersson dog 2013.

## Offentliga verk i urval
- Vattentrappa i granit, 1975, Stora torget i Nossebro
- Mottagare - Sändare, rostfritt syrafast stål, 1976 Katedralskolan i Skara
- Iskristaller, 1989, rostfritt syrafast stål, kommunparken i Gislaved
- Mut, diabas och mosaik, två skulpturer i och utanför Burgårdens utbildningscentrum i Göteborg, 1995–1996
- Relief i entrén i Alingsås lasarett
- Skulpturgrupp i granit vid Stenstorps skola
- Pregnant, brons, utanför Västra Storgatan 32 i Kristianstad
- Pyramidalt, stål och guldmosaik, Alingsås
- Öppen famn, 1984, granit, Sten Sturegatan i Göteborg
- Faesberghia[1], fontän i diabas, Stadshusplatsen i Mölndal
- Partitur, glasmosaik på vägg i Kulturskolan i Mölnlycke
- Varde ljus, glasmålning på rosettfönster i Nols kyrka
- Solens strålar, mahogny, matsalen i Kärnsjukhuset i Skövde
- Havets vågor, stål, matsalen i Kärnsjukhuset i Skövde

## Fotogalleri

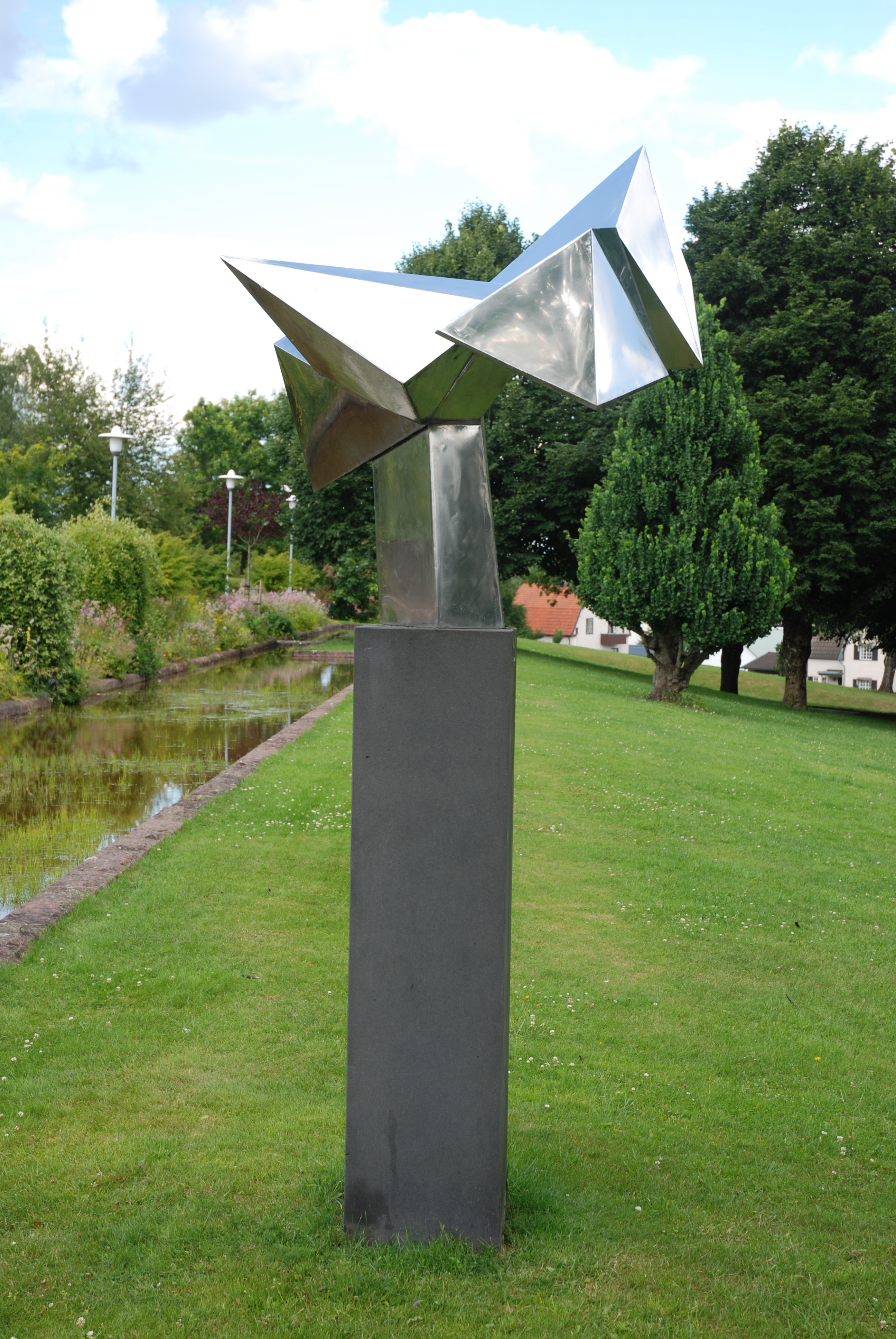
Iskristaller i Gislaved
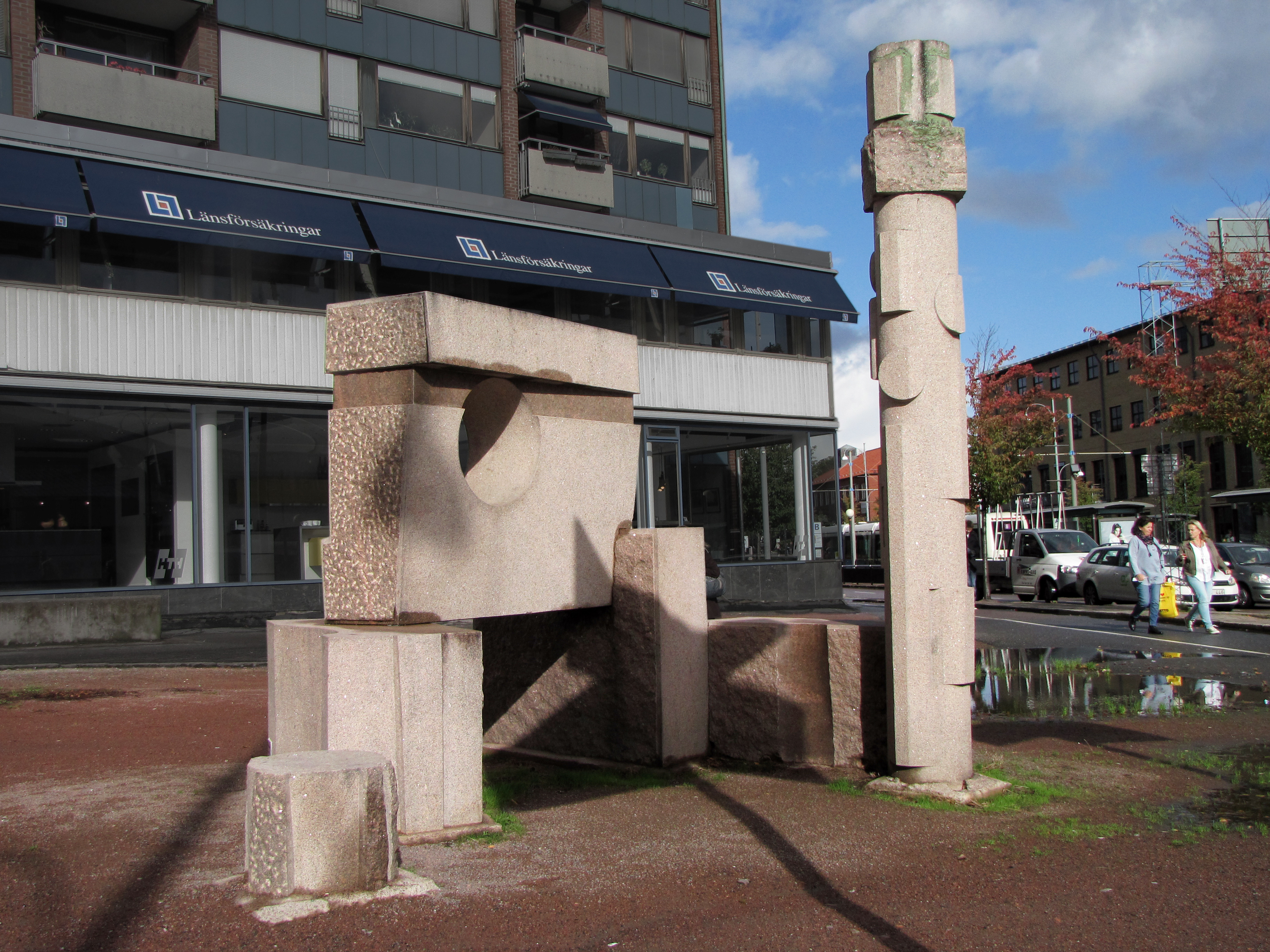
Öppen famn i Göteborg
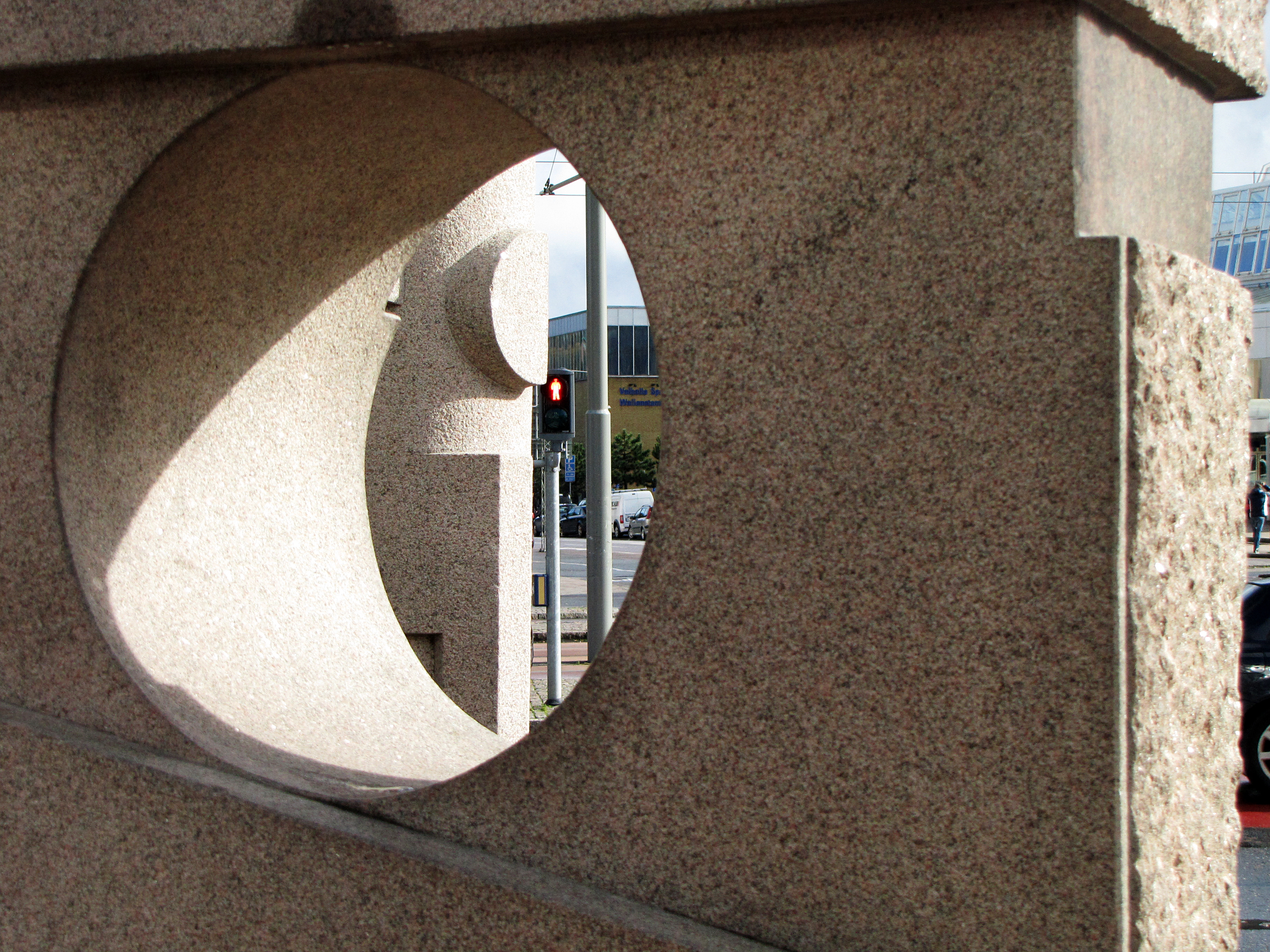
Del av Öppen famn